# 俄羅斯國家管弦樂團

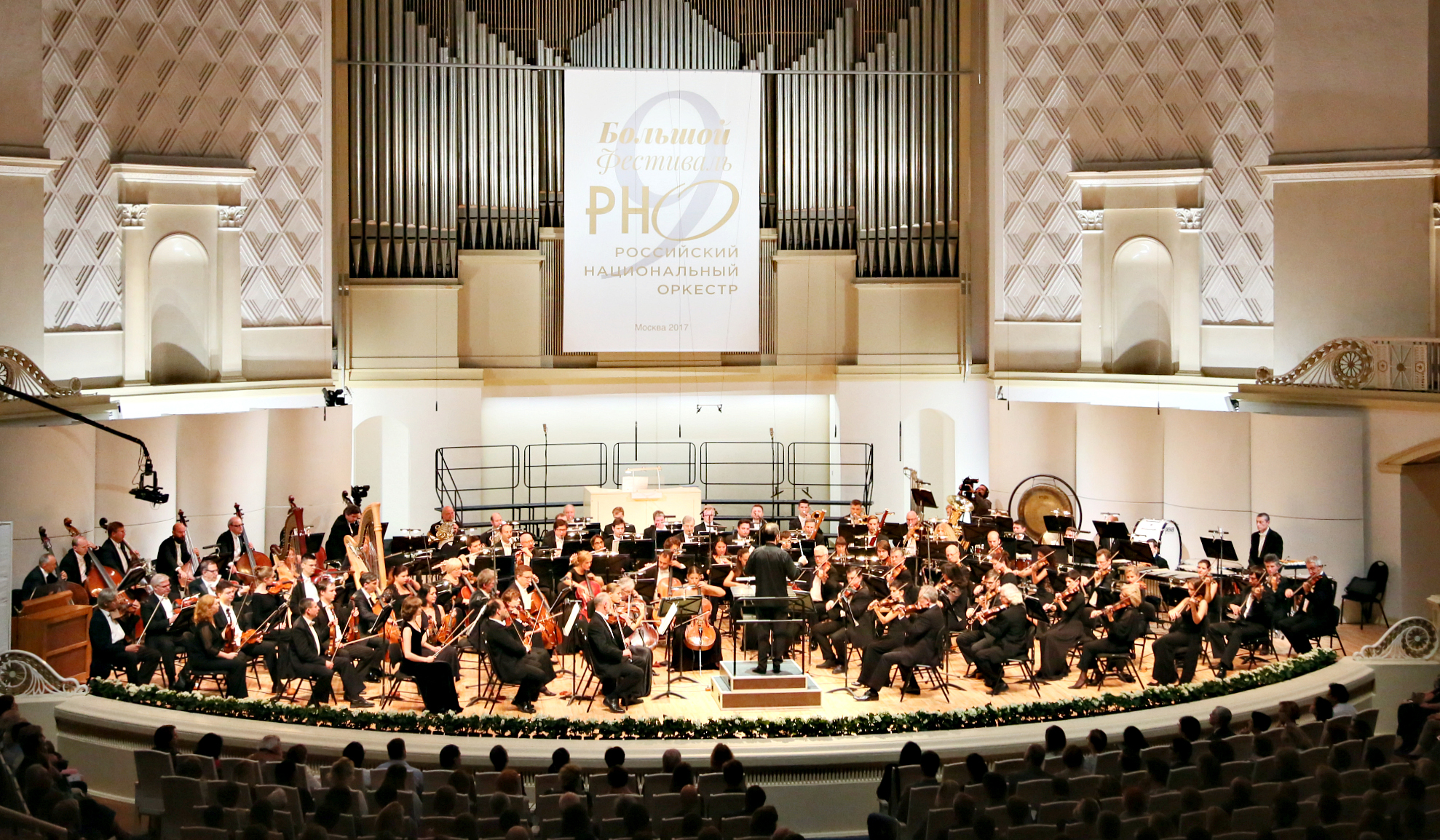

俄羅斯國家管弦樂團（俄語：Российский Национальный Оркестр，俄語簡稱：РНО）成立於1990年，由俄羅斯指揮家米哈伊爾·普雷特涅夫在許多俄羅斯音樂家的支持下創立，總部位於莫斯科，是俄羅斯自1917年革命以來，第一個不受政府管轄的獨立自主樂團。樂團成立後，許多一流音樂家的加入以及普雷特涅夫的領導讓樂團的演出廣受好評，躋身世界頂尖樂團之列。
俄羅斯國家管弦樂團不但經常在俄羅斯國內舉辦音樂會與音樂活動，也會固定於歐洲、美國或亞洲巡迴演出，他們也是第一個在梵蒂岡以及以色列演出的俄國樂團。2009年起，俄羅斯國家管弦樂團正式從俄羅斯政府得到補助，成為國家的文化單位。

## 外部連結
- 官方网站（俄文）（英文）
- 俄羅斯國家管弦樂團的Discogs页面（英文）